# Modelo biopsicosocial

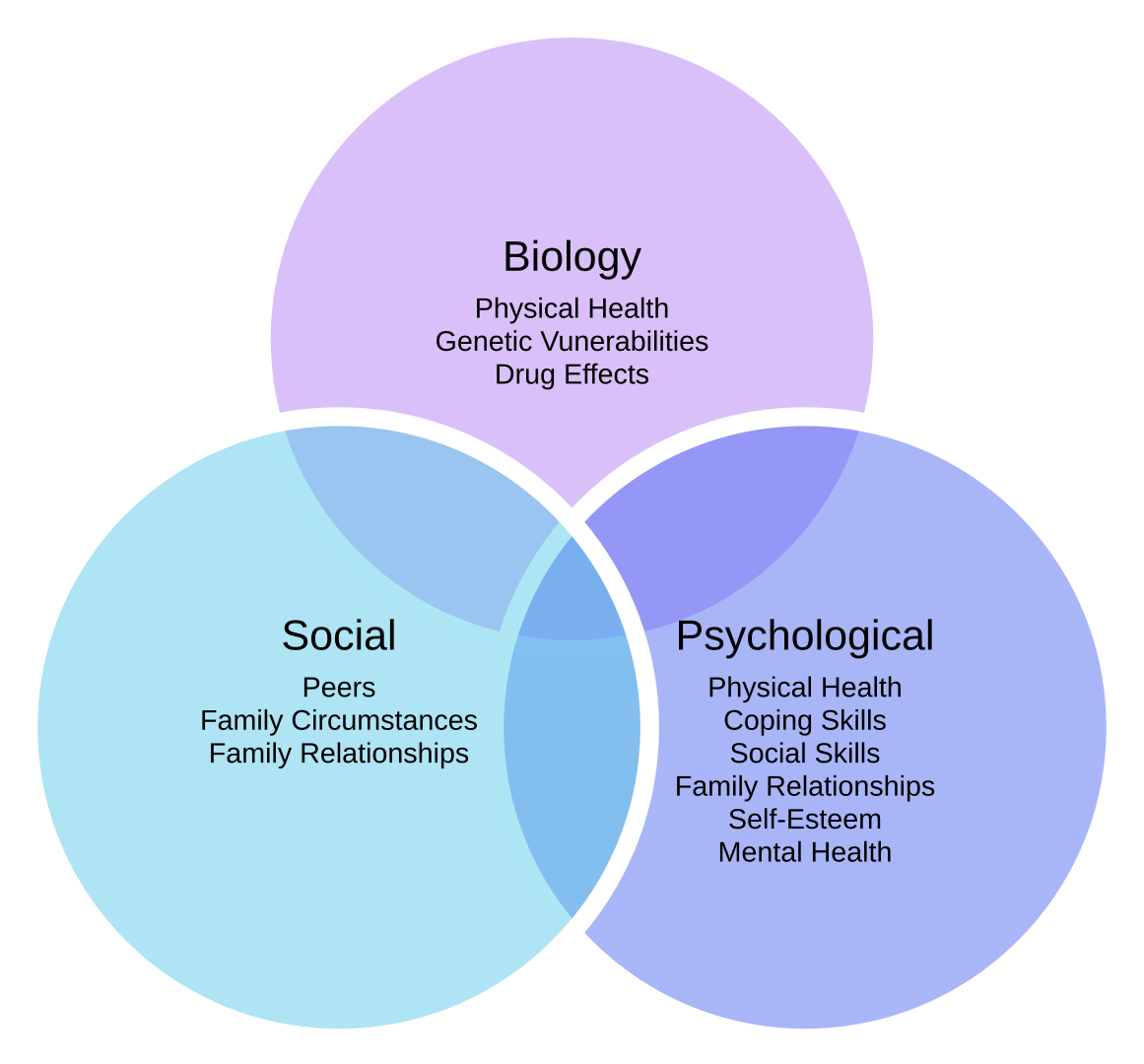
Diagrama que muestra la interacción de los componentes que forman el modelo biopsicosocial

El modelo biopsicosocial es un modelo o enfoque participativo de salud y enfermedad que postula que el factor biológico, el factor psicológico, conductas, factores sociales y culturales, desempeñan un papel significativo de la actividad humana en el contexto de una enfermedad o discapacidad. los seres humanos estamos determinados por factores biológicos (bio), influidos por cuestiones psicológicas (psico) y quienes se relacionan otras personas con su entorno cercano (cultural); de ahí viene el conjunto de las tres palabras. Es importante mencionar que las tres palabras en este modelo no funcionan separadas, sino que son el complemento el uno de la otra, esto relacionado con la salud de las personas, cabe mencionar que se necesita de los tres aspectos del modelo para que una persona sea sana.
 

El modelo fue desarrollado por el internista y psiquiatra estadounidense George L. Engel y publicado en la revista Science el 1977:
(...) requiere de una consideración de factores psicológicos, sociales y culturales por no mencionar otros factores concurrentes o complicaciones biológicas.
Según este modelo, la salud se entiende mejor en términos de una combinación de factores biológicos, psicológicos, sociales y culturales y no puramente en términos biológicos. Contrasta con el modelo biomédico tradicional, que sugiere que cada proceso de la enfermedad puede ser explicado en términos de una desviación de la función normal subyacente, como un agente patógeno, genético o anormalidad del desarrollo o lesión. El paciente no desempeña un papel significativo, no forma parte del proceso, y el resultado es una alta resistencia al cambio.
Este enfoque se utiliza en campos como la ganadería, agricultura, psicología clínica, psicología de la salud, psicopedagogía y la sociología y en particular en ámbitos más especializados como la psiquiatría, la fisioterapia, la terapia ocupacional y el trabajo social clínico. En el ámbito de la atención a las personas con discapacidad y enfermedad crónica, es básico este enfoque dentro del equipo de rehabilitación, formado por médicos especialistas en medicina familiar, rehabilitación, neuropsicólogos, logopedas, terapeutas ocupacionales, terapeutas psicosociales, enfermeros, fisioterapeutas, trabajadores sociales y otros profesionales.

## Modelo actual
Treinta y cinco años después de la publicación de Engel, el modelo biopsicosocial sigue siendo ampliamente utilizado como modelo psicológico. Las categorías biológicas, psicológicas y sociales se han expandido a categorías más grandes: específicamente, el aspecto social se ha expandido mucho a través de ideas como la espiritualidad y la cultura. Aunque es posible que muchos psicólogos no acepten completamente este modelo como propio, es conocido por interconectar tres categorías importantes. Incluso si no todos los aspectos se aplican a la situación, el modelo biopsicosocial se usa ampliamente para organizar los pensamientos. Muestra que los problemas de una persona están todos conectados y pueden ser más complejos de lo que se imaginaba. El tener una enfermedad, tan común como el dolor en el estómago, hasta enfermedades más graves, tienen una relación con la conexión que se tiene tanto en lo biológico como en lo psicológico, como en lo social y cultural.

## Propuestas de mejora
Se ha argumentado que el modelo debería incluir el ámbito teórico y epistemológico, el ámbito técnico y pragmático y el ámbito ético. También hay propuestas de incluir la dimensión espiritual. De igual forma, debe de haber una mayor investigación reciente con temas relacionado con el presente modelo.